# Corentin Jean
Corentin Jean (Blois, 15 de julho de 1995) é um futebolista profissional francês que atua como atacante.

## Carreira
Corentin Jean começou a carreira no Troyes.